# Andrew J. Kuehn
Andreas Julius Kuehn Jr., conocido simplemente como Andrew J. Kuehn (Chicago, Illinois; 24 de septiembre de 1937-Laguna Beach, California; 29 de enero de 2004) fue un productor de cine estadounidense reconocido por revolucionar los tráileres americanos a principio de los años sesenta. Andrew ha producido y dirigido una gran cantidad películas para la televisión como Lights, Camera, Annie!, Getting in Shape for the Main Event, Behind the Scenes: Beyond the Poseidon Adventure, además de documentales y largometrajes como D.O.A, Get Bruce, y “Terror in the Aisles.

## Infancia
Andrew J. Kuehn creció en la zona sur de Chicago, Illinois. Estudió en la Universidad de Miami, posteriormente produjo un programa de radio local y trabajó como gerente para un programa local de televisión sobre deportes. En 1961, Kuehn trabajó con el Servicio Nacional de Pantalla (National Screen Service), que era el máximo proveedor de tráileres de películas en Hollywood. Allí poco a poco, su creatividad fue apareciendo y sus tráileres estaban caracterizados por unas copias geniales, el ritmo en la edición, una capacidad muy audaz en los gráficos de los títulos y un estilo en la presentación muy singular.

## Su etapa en Hollywood
La compañía estadounidense Metro-Goldwyn-Mayer le llamó para mudarse a Hollywood y participar en películas importantes y de gran éxito como Doctor Zhivago y Blowup. En 1964, Andrew comenzó a realizar independientemente su propia producción para películas como “Night of the Iguana” utilizando técnicas como: stark, fotografía de contraste, edición con ritmo rápido y una narración provocativa sobre un joven, llamado James Earl Jones. Su nuevo formato para los tráileres tuvo un gran éxito, y Andrew comenzó a producir con la ayuda de su compañero, Dan Davis.
En 1968, Kuehn fundó la oficina de Kaleidoscope Films en la costa oeste, y pronto su compañía y él se convirtieron en una de las mejores industrias durante las tres décadas siguientes. Hollywood se convirtió en el mayor productor de películas de éxito y en donde más dinero se invertía en el marketing. Algunos de los directos más famosos de la época como Steven Spielberg, Oliver Stone and Barbra Streisand, dependían de Andrew y de su empresa, Kaleidoscope, por su increíble habilidad para crear los mejores tráileres que ningún espectador había visto. Andrew desarrolló numerosos tráileres de películas como por ejemplo El original Jaws”, “La trilogía de Indiana Jones”, “E.T el extraterrestre”, “El mundo perdido: Jurassic Park”, “Regreso al futuro”, “La Lista de Schindler”, “The French Connection”, “The Sting”, “Funny Girl”, “Aliens”, “Top Gun”, “JFK” y “Testigo”.
‘Un tráiler tiene una duración de dos o tres minutos – aproximadamente la longitud de una canción – y yo pienso en un tráiler como si fuera una canción’ dijo Kuehn, quien destacó por su inteligencia en la escritura, en el uso de la música y la edición. ‘Una de las partes más difíciles de hacer, cuando tu ves una película, es determinar el tono general, el tempo, el modo, el estado de ánimo y el ritmo del tráiler. Esto no tiene por que ser el mismo tono y ritmo que las imágenes en sí’.
En una entrevista comercial, Kuehn dijo ‘El tráiler tiene un único objetivo: sacar a la gente de sus casas y que vayan al teatro. Tiene que producir un cierto sentido de urgencia. En el proceso para conseguir ese ritmo forzado, avanzamos el estilo de la edición’.
‘Andy estuvo en Kaleidoscope, nunca repetían, siempre visualizaban algo original y, sobre todo, él era un hombre encantador: divertido estar con él y trabajar. Andy entendía los ritmos de la edición y el importante papel que tenía la música al contar la historia. Él nunca dependía de la misma idea creativa dos veces. Yo sé que hay muchas otras dimensiones para él, como persona, que enriquecían nuestro tiempo juntos. Su pasión por el arte, su pasión por su país y por la vida en general, será echado mucho de menos.’ – Barbra Streisand.
‘Con el paso del tiempo, hemos trabajado en muchas películas, y no solo recuerdo la película “E.T” o “La Lista de Schindler”, también el tiempo que he pasado con él en cada campaña, que es incluso mucho mejor que en muchas de las películas que he producido. Otra cosa que añado a su larga lista de increíbles cualidades. Andy fue construyendo numerosas relaciones con sus realizaciones, lo consiguió gracias a sus altos estándares de creatividad, y lo hizo debido a su asombroso gusto. Y aunque ya no está en la sala de montaje, hay muchas personas que han aprendido y trabajado con él que su legado en un futuro sigue y sigue.’– Steven Spielberg.
En 1994, Kuehn fue honrado por las Leonas de Cannes con un premio gracias a su magnífica trayectoria.  También recibió bastantes homenajes a su impresionante carrera por los más de mil tráileres que creó, incluyendo, su película favorita, Casablanca, y la epopeya de “Napoleon”.
Además de hacer tráileres, Kuehn fue el coproductor de algunas películas conocidas como “Coming Apart” y “D.O.A” y el director de la película “Flush”. Asimismo, dirigió y produjo muchos documentales como “Terror en los Pasillos” (una antología de suspense y terror que estuvo organizada por Donald Pleasense y Nancy Allen), “Get Bruce” y “The Great American Songbook” (un estudio televisivo de PBS de música popular estadounidense que surgió en 2003).

## Herencia
Las principales compañías de tráileres más famosas han sido dirigidas por los antiguos creativos de Kaleidoscope, como “The Cimarron Group” (Chris Arnold), “Ant Farm”, “Aspect Ratio” (Mark Trugman), “Trailer Park” (Benedict Coulter) and “Motor Entertainment” (Greg McClatchy, quien encabezó la división de marketing de las películas en 20th Century Fox). Tras la muerte de Andrew cada componente del antiguo equipo ha rehecho su vida profesional consiguiendo resultados fabulosos. Por ejemplo, Michael Camp es el directo del departamento de tráileres de Paramount Pictures, Tom Kennedy, MGM, Jeff Werner y Vince Arcaro empezaron su propio proyecto que resultó ser bastante exitoso y Bob Harper comenzó su carrera como mensajero en Kaleidoscope antes de convertirse rápidamente en el productor de Fox Filmed Entertainentet y posteriormente en el presidente de Regency Entertainment en 2007. Finalmente, John Beal pasó a ser el mejor compositor en la industria de tráileres y atribuye su triunfo a los treinta años que estuvo con Kuehn y su revolucionaria visión creando partituras usando una nueva plantilla musical solamente.
El 15 de marzo de 2006, la Fundación Andrew J. Kuehn lanzó “Coming Attractions: The History of Movie Trailers” que fue inspirado, financiado y guiado con el fin del aprendizaje en las escuelas de cine, archivos de películas e instituciones de cine nacional y mundial. Fue producido, escrito y filmado por los colaboradores de la fundación, “Coming Attractions” presenta imágenes raras de archivos y numerosas entrevistas con los mejores creativos y ejecutivos de la industria del tráiler, así como multitud de ideas y descubrimientos académicos destacados.

## Filmografía
Director:
- The Return of the Movie Movie (documental corto) -> 1972

- Visions (documental corto) -> 1978

- Inside ‘The Swarm’ (película/documental de televisión) -> 1978
- Getting in Shape for the Main Event (documental corto de televisión) -> 1979
- Behind the Scenes: Beyond the Poseidon Adventure (película de television) ->1979
- La loca Carrera del oro -> 1982 -	Light, Camera, Annie! (película/documental de televisión) -> 1982
- Viaje a Krull (documental corto) -> 1983
- Terror en el patio de butacas (documental) -> 1984
- Get Bruce (documental) -> 1999

- Great Performances (serie de televisión) -> 2003

Productor:
- Coming Apart -> 1969 -	The Sunshine Boys (documental corto) -> 1975
- Pressure and the Press: The Making of “All the President’s Men” (documental corto) ->1976
- Getting in Shape for the Main Event (documental corto de televisión) -> 1979
- Terror en el patio de butacas (documental) -> 1984
- Muerto al llegar (coproductor) -> 1988
- Get Bruce (documental) -> 1999

- Great Performances (serie de televisión) -> 2003

Escritor:
- Playgirls International (documental) (narrador como Andy Kuehn) -> 1963
- The Prince and the Natura Girl (guion y diálogo) (como Andy Kuehn) -> 1965
- The Return of the Movie Movie (documental corto) -> 1972

Actor:
- The Great American Girl Robbey (Franklin Franklin) -> 1979
- Escuela de Azafatas (el hombre del Ascensor) -> 1986 Departamento

Editorial:
- Get Bruce (documental) (editor/supervisor) -> 1999

Tomas de Archivo:
- Coming Attractions: The History of the Movie Trailer (documental) -> 2009